# 新疆维吾尔自治区人民检察院
新疆维吾尔自治区人民检察院（維吾爾語：شىنجاڭ ئۇيغۇر ئاپتونوم رايونلۇق خەلق تەپتىش مەھكىمىسى‎）是新疆维吾尔自治区的检察机关，现任检察长为高继明。

## 历任检察长
- 李永君（2018年1月-2023年1月）
- 高继明（2023年1月-）